# Nephochaetopteryx affinis
Nephochaetopteryx affinis är en tvåvingeart som beskrevs av Guilherme A.M.Lopes 1936. Nephochaetopteryx affinis ingår i släktet Nephochaetopteryx och familjen köttflugor. Inga underarter finns listade i Catalogue of Life.